# 102/35 Mod. 1914

102/35 Mod. 1914 (102-мм корабельное орудие с длинной ствола в 35 калибра образца 1914 года) — корабельное артиллерийское орудие итальянского производства. Орудие массово использовалось не только в военно-морском флоте, но и в сухопутных силах, а также, ограниченно, в авиации.

## История
Корабельное орудие калибра 102-мм было разработано концерном Ansaldo на основе британского аналога QF 4 Mk V. Первоначально оно предназначалось для кораблей и подводных лодок военно-морских сил Королевства Италии, однако, позднее, в силу нехватки крупнокалиберной артиллерии сухопутных сил, оно было принято на вооружение Королевской армии, а также использовалось для береговой обороны страны.
Данный тип орудия устанавливался на корабли и субмарины военно-морских сил Италии, классов:
- Тип «Алессандро Поерио»
- Тип «Андреа Бафиле»
- Тип «Аргонавт»
- Тип «Бандиера»
- Тип «Брагадин»
- Тип «Джузеппе Сиртори»
- Тип «Индомито»
- Тип «Мамели»
- Тип «Мирабело»
- Тип «Розолино Пило»
- Тип «Сеттембрини»
- Тип «Скуало»
- Тип «Пизани»

### В Первую мировую войну

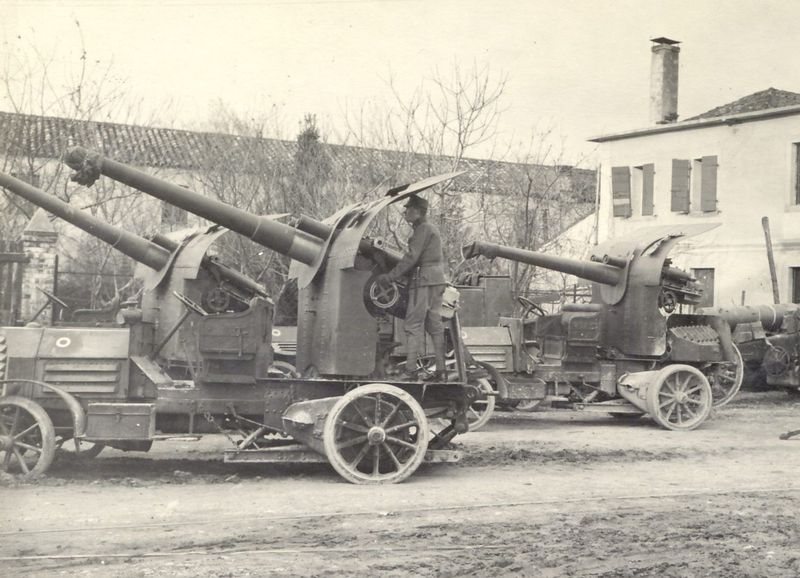
Autocannone 102/35 da SPA 9000

Перед вступлением Италии в Первую мировую войну в 1915 году концерн Ансальдо предложил предоставить Королевской итальянской армии 47 пушек 102/35, первоначально предназначенных для установки на эсминцах. На них были установлены большие щиты-экраны, а сами они были установлены на шасси грузовика SPA 9000 и были известны как Autocannone 102/35 da SPA 9000. Армия срочно нуждалась в подвижной тяжёлой полевой артиллерии и это были первые мобильные артиллерийские системы итальянской армии. Общее количество произведённых орудий составляло от 99 до 105. Все они были сведены в шестнадцать мобильных батарей во время Первой мировой войны. Они оказались эффективными в операциях против австро-венгерских войск, однако в 1919 году пушки были сняты с грузовиков и, как полагают, были возвращены в военно-морской флот.

### Во Вторую мировую войну
Когда Италия вступила во Вторую мировую войну в 1940 году, по оценкам, на вооружении всё ещё находились 110 единиц орудий такого класса. Шесть были установлены на военно-морском бронепоезде, который имел по два вагона, каждый из которых был вооружён тремя пушками, в то время как другие устанавливались на зенитные установки или использовались в качестве прибрежной артиллерии. В 1941 году завод Fiat в Триполи установил семь пушек на грузовики Fiat 634N. Таким образом был применён опыт Первый мировой войны в создании новых самоходных артиллерийских систем Autocannone. Самоходные орудия поступили в распоряжение обороны вокруг Триполи и были приданы 1-й и 6-й мобильным батареям, укомплектованным бойцами ополчения морской артиллерии. Орудия использовались в качестве зенитных, противотанковых и как полевая артиллерия. 1-я мобильная батарея была придана 132-й бронетанковой дивизии «Ариете», в то время как 6-й батарея была придана 102-я моторизованная дивизия «Тренто».
Несколько орудий были также использованы Румынией, образуя зенитную батарею вблизи порта Констанца. Батарея принимала участие в отражении советского рейда на Констанцу, важном военно-морском сражении на Чёрном море; по румынским данным, батарея сбила все шесть бомбардировщиков СБ, прорвавшихся на Констанцу.

### Применение в авиации
Отдельным эпизодом было опытное применение данного орудия в авиации. Применение тяжёлого дальнего бомбардировщика Piaggio P.108 в качестве торпедоносца не принесло желаемого результата. Поэтому была предпринята попытка создания противокорабельного самолёта на базе P.108. В качестве основного вооружения в носовой части фюзеляжа было установлено орудие 102/35.
Несмотря на значительные изменения в массе и центровке, а также низкий темп стрельбы и небольшой боекомплект (50 выстрелов), данная модификация получили серьёзную поддержку и в марте-апреле 1943 года провели новый испытательный цикл, доказав фактическую возможность использования столь тяжёлого орудия на четырёхмоторном бомбардировщике. Летом стали готовить новую серию из пяти противокорабельных самолётов Р.108А и начали работы по переоборудованию ещё шести Р.108В, но завершить этот процесс до перемирия итальянцы не успели.

## На вооружении
- Королевство Италия
- Королевство Румыния